# Warley Salop
Warley Salop var en civil parish från 1866 till 1884 då den blev en del av Warley, i grevskapet Worcestershire (nu West Midlands), i England. Denna civil parish hade 546 invånare år 1881.